# Vertilly
Vertilly est une ancienne commune du département de l'Yonne qui, avec les communes de Courceaux, Grange-le-Bocage (et son hameau Courroy), Plessis-du-Mée, Sognes et Villiers-Bonneux, fusionna, le 1er juillet 1972, dans la formation d'une nouvelle commune : Perceneige. Le village est une section de cette nouvelle commune.

## Historique
La paroisse accueille un lignage de chevaliers au Moyen Âge.
A la fin de la guerre de Cent Ans, la seigneurie est possédée par Pierre de Viezchastel. Membre d'un lignage patricien de Sens (à ne pas confondre avec des métallurgistes nivernais venus s'installer dans le Gâtinais), il est maître d'hôtel des dames d'Écosse (1447), maître d'hôtel du Roi Louis XI (1462-1469). Il aurait réussi à diminuer les sanctions décidées par Louis XI à la suite d'une émeute survenue à Sens (anecdote du Jeu du Tacquemain) pendant la guerre contre le duc de Bourgogne, et qui faillit entraîner des mesures aussi graves que celles qui frappèrent Arras. Il se serait porté à la rencontre du duc Pierre de Bourbon venu à la tête d'une armée pour opérer la répression. Il meurt entre 1474 et 1482.
Époux de Marguerite de La Roche, morte entre 1525 et 1527, qu'on dit de noblesse bretonne. Le couple a pour fils : 
Mathieu de Viezchastel. Licencié en lois (1496), avocat en Parlement (1490). Seigneur de Vertilly (1491) et de Lailly. Il meurt entre 1509 et 1517. Époux de Louise de Reilhac, dame de la Queue-en-Brie, morte entre 1534 et 1543. Le couple a pour fils : 
Pierre de Viezchastel. Ecuyer en 1543. Seigneur de Vertilly en 1527. Il vit à Paris. Il meurt entre 1566 et 1602. Époux en 1526 de Marguerite de Grandrue, morte avant 1543. Le couple a trois filles dont : 
Marthe de Viezchastel. Dame de Vertilly. Elle meurt entre 1575 et 1602. Elle épouse en premières noces en 1545 Robert de Harlus, écuyer (1536), seigneur en partie du Plessis-Hulau (1539), mort entre 1547 et 1557, puis en secondes noces avant 1567 Antoine de Malortie. Ecuyer (1602). Seigneur de Monnory. Il meurt entre 1575 et 1602.

## Démographie
| 1866 | 1872 | 1876 | 1881 | 1886 | 1891 | 1896 | 1901 | 1906 |
| ---- | ---- | ---- | ---- | ---- | ---- | ---- | ---- | ---- |
| 240  | 247  | 220  | 222  | 214  | 210  | 218  | 207  | 204  |

| 1911 | 1921 | 1926 | 1931 | 1936 | 1946 | 1954 | 1962 | 1968 |
| ---- | ---- | ---- | ---- | ---- | ---- | ---- | ---- | ---- |
| 195  | 142  | 159  | 173  | 162  | 155  | 140  | 144  | 133  |

## Monuments
L'église paroissiale a été détruite et reconstruite au début du XXe siècle.

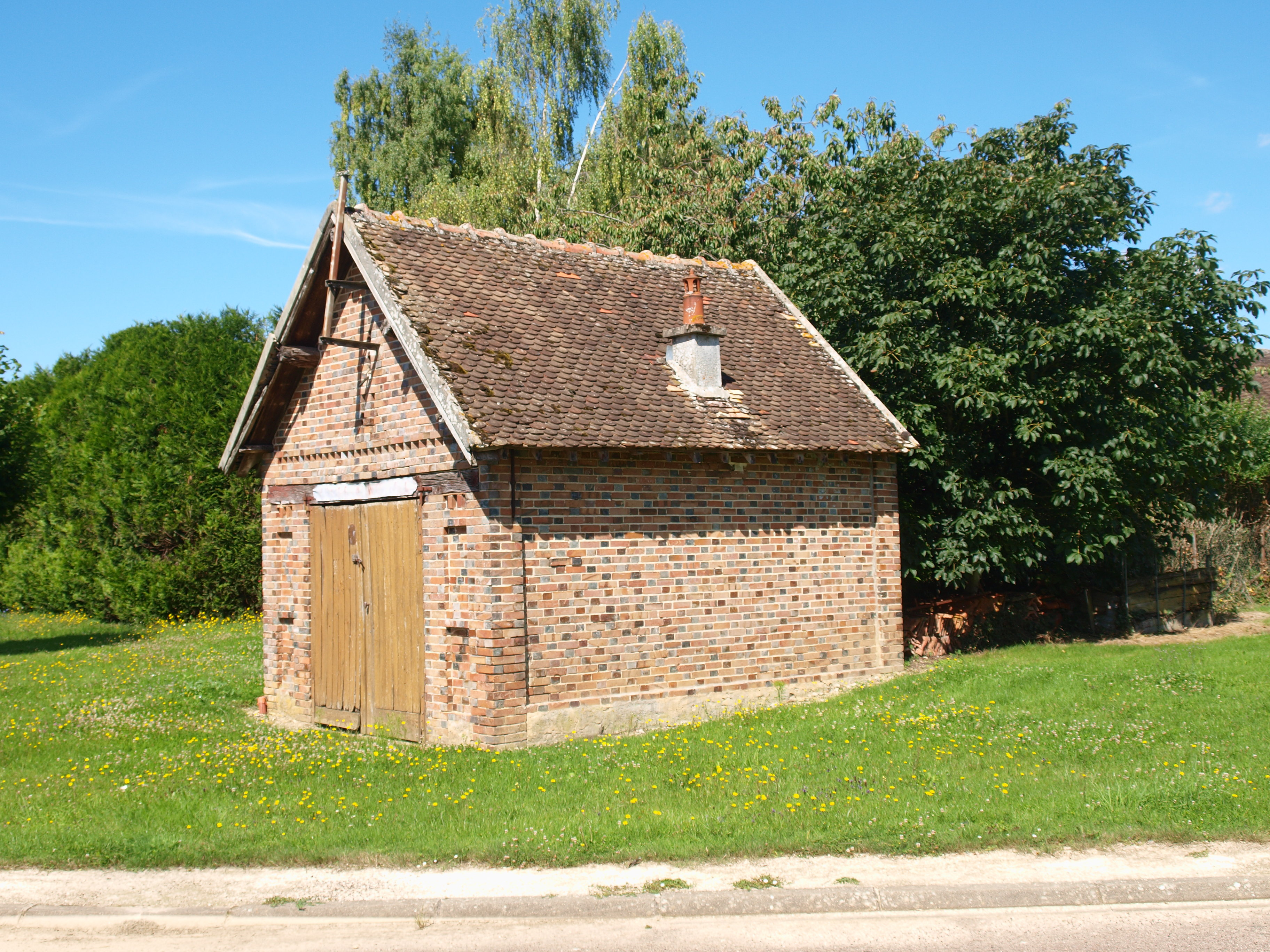
Remise.
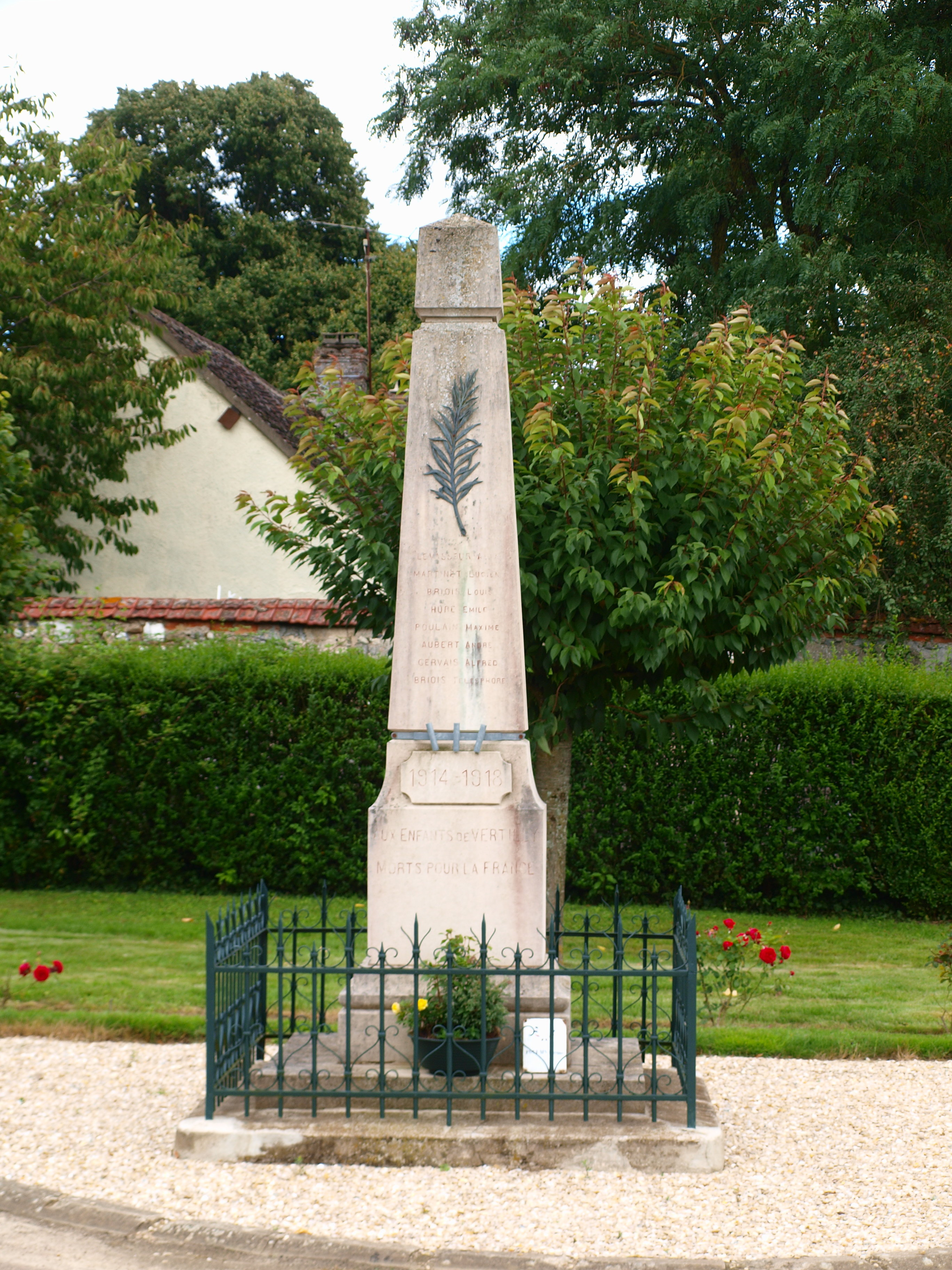
Monument aux morts.
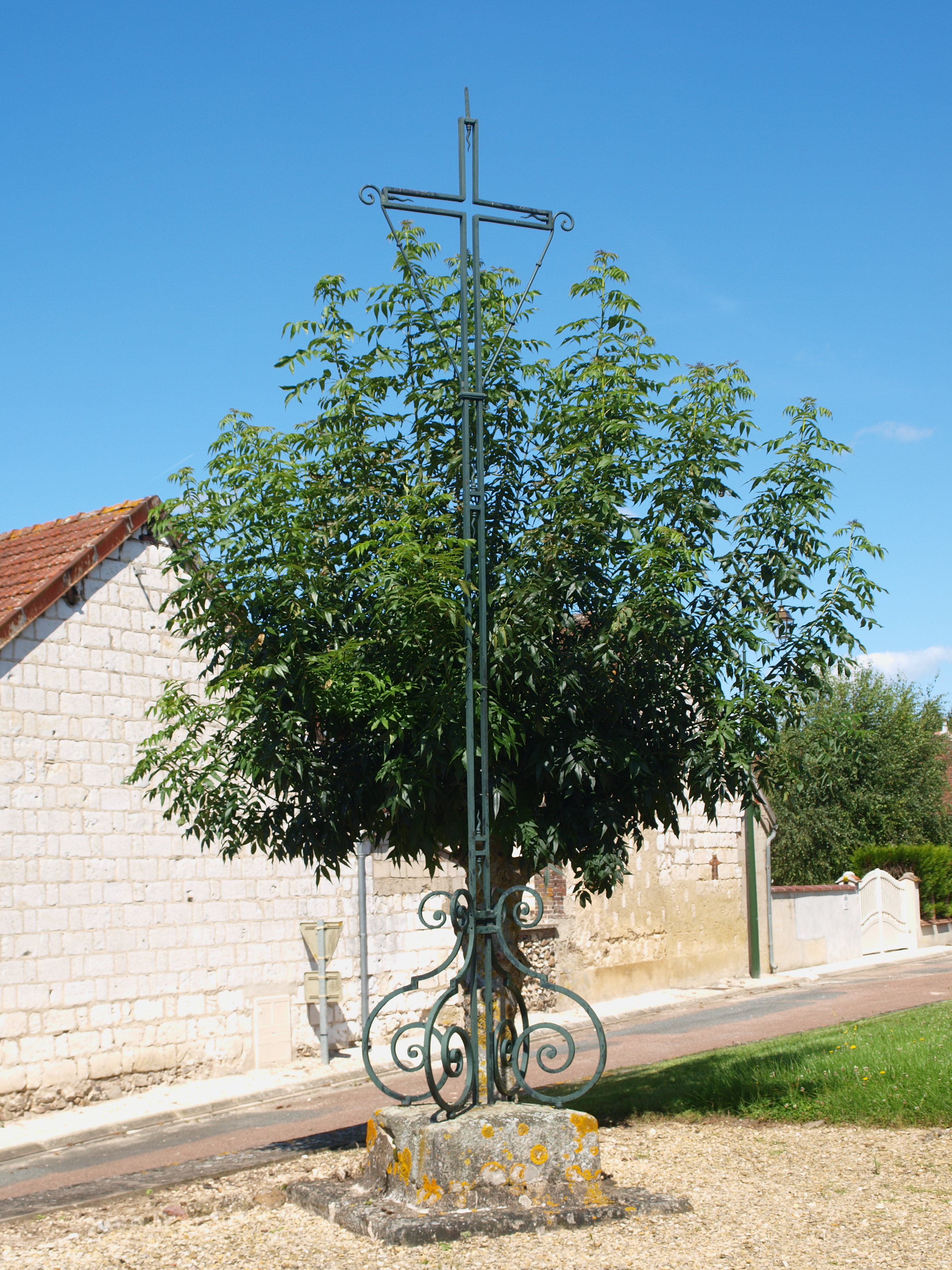
Calvaire.